# Thylamys
Thylamys é um gênero de marsupial da família dos didelfiídeos (Didelphidae).

## Espécies
- Thylamys cinderella (Thomas, 1902)
- Thylamys elegans (Waterhouse, 1839)
- Thylamys karimii (Petter, 1968)
- Thylamys macrurus (Olfers, 1818)
- Thylamys pallidior (Thomas, 1902)
- Thylamys pusillus (Desmarest, 1804)
- Thylamys sponsorius Thomas, 1902
- Thylamys tatei (Handley, 1957)
- Thylamys velutinus (Wagner, 1842)
- Thylamys venustus Thomas, 1902